# Agrypon exrufum
Agrypon exrufum är en stekelart som först beskrevs av Walkley 1958.  Agrypon exrufum ingår i släktet Agrypon och familjen brokparasitsteklar. Inga underarter finns listade i Catalogue of Life.